# تل شاه محمود
تل شاه محمود مربوط به دوران‌های تاریخی پس از اسلام است و در شهرستان‌آباده، در ضلع غربی کوه معروف به گوش خری واقع شده و این اثر در تاریخ ۱۱ شهریور ۱۳۸۲ با شمارهٔ ثبت ۹۸۱۱ به‌عنوان یکی از آثار ملی ایران به ثبت رسیده است.